# Richard Gehenn
Richard Otto Gehenn (* 9. Mai 1916 in Hagenau; † nach 1962) war ein französischstämmiger deutscher Geologe.

## Leben
Richard Otto Gehenn wuchs in Hagenau auf und besuchte bis 1936 das Lyzeum in Hagenau. Von November 1936 bis Juni 1939 studierte er Mineralogie, Botanik und Geologie an der Universität Straßburg. Im September 1939 wurde er in die französische Armee eingezogen, am 31. Mai 1940 bei Kämpfen gegen die Wehrmacht bei Lilles verwundet und Ende August 1940 aus dem Wehrdienst entlassen.
Ab dem Wintersemester 1940 studierte er bis März 1942 an der Universität Heidelberg. Seine vorbereitete Diplomarbeit über das Eozän von Cernay bei Reims konnte er wegen eines durch das Oberkommando der Wehrmacht verhängten Einreiseverbots nicht durchführen und verbrachte deshalb die letzten zwei Semester 1941–1942 als Hilfsassistent am Geologischen Institut. Ende März 1942 meldete er sich als Freiwilliger zur Wehrmacht. Nach Kriegseinsätzen in Bosnien und bei den Rückzugsgefechten von Saarbrücken bis Heilbronn kam Richard Gehenn am 4. April 1945 in amerikanische Gefangenschaft, aus der er im Oktober 1945 wieder entlassen wurde.
Nach Rückkehr ins Elsass wurde Richard Gehenn von den französischen Behörden wegen Kollaboration bei Straßburg interniert und im April 1946 von einem Sondergericht zu zwei Jahren Gefängnis und 10 Jahren nationaler Unwürdigkeit verurteilt. Am 8. Februar 1948 wurde er nach Verbüßen der Strafe aus der Haft entlassen. Ein Weiterstudium in Frankreich war infolge nationaler Unwürdigkeit nicht möglich. Richard Gehenn arbeitete deshalb bis Mai 1953 als Büroangestellter in Reichshofen.
Da ihm alle Versuche, in Frankreich eine Anstellung mit Bezug zur Geologie zu finden, abschlägig beschieden wurden, flüchtete Richard Gehenn im Juni 1953 nach Deutschland und begann am Geologischen Institut der Universität Heidelberg unmittelbar mit den Vorbereitungen zu seiner Dissertation. Im August 1953 erhielt er die deutsche Staatsangehörigkeit. Im März 1955 wurde ihm auf seinen Antrag die französische Staatsangehörigkeit aberkannt.
1962 konnte Richard Otto Gehenn seine Inaugural-Dissertation an der Ruprecht-Karls-Universität zu Heidelberg bei Wilhelm Simon (Referent) und Arno Schüller (Korreferent) vorlegen. Ihm gelang es dabei durch das Erkennen von neuen weit durchgehenden Leithorizonten die Feinstratigraphie des Oberen Buntsandsteins markant zu verbessern.
Die gemäß seiner vorläufigen Mitteilung von 1959 beabsichtigte ausführliche paläontologische und stratigraphische Bearbeitung der bei seinen Profilaufnahmen 1957 gemachten Fossilfunde konnte Richard Gehenn selbst nicht mehr verwirklichen.
Das Sammlungsmaterial von ihm wird in den Sammlungen des Geologisch-Paläontologischen Instituts der Ruprecht-Karls-Universität Heidelberg aufbewahrt. Die von ihm „westlich Dallau“ gefundenen Limuliden wurden 2008 von Norbert Hauschke und Volker Wilde wissenschaftlich bearbeitet.
Eine Bearbeitung von fossilen Fischen aus dem oberen Buntsandstein vom Fundpunkt Karlsruhe-Durlach erfolgte 1969 und 1970 durch Erwin Jörg. Das in Heidelberg hinterlegte Sammlungsmaterial von Richard Gehenn wie auch seine Dissertation blieben dabei unberücksichtigt.

## Schriften
- Bemerkenswerte und reiche Fisch- und Arthropodenfunde im Oberen Buntsandstein Süddeutschlands (rechtsrheinisch). In: Neues Jahrbuch für Geologie und Paläontologie, Monatshefte, Stuttgart 1959, S. 521–522
- Feinstratigraphische Untersuchungen im Oberen Buntsandstein der Kraichgau-Umrandung. 98 + 123 S., 27 Abb., Heidelberg 1962 (Inaugural-Dissertation)